# Lütjensee
Lütjensee település Németországban, Schleswig-Holstein tartományban. Lakosainak száma 3360 fő (2023. december 31.). Lütjensee Trittau, Großensee (Holstein) és Grönwohld községekkel határos.

## Népesség
A település népességének változása:
| Lakosok száma | 2513 | 3435 | 3442 | 3373 | 3375 | 3360 |
|               | 1975 | 2017 | 2019 | 2021 | 2022 | 2023 |